# Panika roku 1866
Panika roku 1866 – kryzys gospodarczy, spowodowany m.in. nadmierną ekspansją kredytową, który w 1866 roku dotknął kilka państw Europy zachodniej i południowej.

## Kryzys w Anglii, Francji i Hiszpanii
W Europie Zachodniej panikę 1866 roku wywołała ekspansja kredytowa, która rozpoczęła się w 1861 r. Kluczową rolę odegrały rozwój bankowości w Anglii oraz ekspansja kredytowa zapoczątkowana przez francuski Credit Foncier. Ekspansja wywindowała ceny dóbr pośrednich. Przemysły budowlany i bawełniane rozwijały się w szybkim tempie, aż do wybuchu paniki w 1866 roku, która była spowodowana serią spektakularnych upadków. Najbardziej znany był przypadek Overend Gourney w Londynie.
System bankowy w Anglii rozwijał się bez przywiązywania wartości do płynności. Kredytów bankowych używano do napędzania spekulacyjnego szaleństwa. W ciągu kilku lat zostało założone prawie trzysta firm o łącznym kapitale 504 mln funtów. W ten sposób wkroczono na drogę wiodącą prosto do krachu.
W tym czasie, podobnie jak w latach 1847 i 1857, została zawieszona ustawa „Peel’s Bank Charter Act” (Ustawa Peela), w celu zapewnienia płynności rynkowi oraz ochrony rezerw złota Banku Anglii. Upadł pierwszy francuski bank inwestycyjny – Crédit Mobiliaire. Doprowadziło to do kryzysu, który jak zazwyczaj najbardziej uderzył w sektor kolejowy, podczas gdy bezrobocie wzrosło głównie w przemyśle dóbr kapitałowych. W latach 1859 i 1864 Hiszpania zaangażowała się w zmożoną ekspansję kredytową, która sprzyjała chybionym inwestycjom, zwłaszcza na kolei. Doprowadziło to do recesji w 1864 roku, która osiągnęła swój szczyt w 1866 roku.

## Kryzys we Włoszech
Przed systemem Corso Forzoso („wymuszonej cyrkulacji”), Włochy korzystały ze standardu bimetalicznego opartego na złocie i srebrze. Posiadacze włoskich banknotów mogli je wymienić na złoto i srebro.
Początków Corso Forzoso można się doszukiwać w kosztownych wojnach podczas procesu zjednoczenia Włoch. W wyniku zjednoczenia doszło do konsolidacji budżetów i systemów podatkowych odrębnych rządów włoskich. Spowodowała ona duże zamieszanie w finansach publicznych zjednoczonego państwa. Między 1 stycznia 1862 roku a 1 stycznia 1867 roku dług publiczny wzrósł z 3,131 mld lirów do 6,929 mld. Dług sfinansowano krótkoterminowymi obligacjami. Jedna trzecia z nich trafiła do zagranicznych inwestorów wrażliwych na kryzys zaufania i oczekujących na wykupienie ich obligacji złotem lub srebrem. Koniec wojny secesyjnej w USA przyniósł unieważnienie umów wojennych, demobilizację i wzrost konkurencyjności amerykańskiej bawełny. Do Włoch dotarły negatywne impulsy gospodarcze, które doprowadziły kraj do zapaści gospodarczej.
Ceny włoskich obligacji na paryskiej giełdzie spadły z 80% do 36,44% wartości nominalnej. Doprowadziło to do niedoboru złota i kryzysu zaufania wobec systemu bankowego. Run na bank rozpoczęty 1 maja 1866 roku doprowadził do decyzji rządu o wprowadzeniu dekretu o niewymienialności banknotów – Corso Forzoso.
Narodowy Bank Włoch uniknął niekontrolowanego wydawania banknotów. Po osiągnięciu zrównoważonego budżetu na początku roku 1870, rząd włoski podjął kroki mające na celu przywrócenie wymienialności lira włoskiego. Ponieważ rząd spłacał swoje zobowiązania wobec banku centralnego złotem, umożliwiło to przywrócenie wymienialności. 7 kwietnia 1881 roku wygasła ustawa Corso Forzoso.
Włochy były częścią Łacińskiej Unii Monetarnej, która wymagała używania srebrnego pieniądza akceptowanego przez wszystkich członków. Włochy zyskiwały na eksporcie srebra do pozostałych krajów (Francji, Szwajcarii, Belgii). W związku z tym większość włoskich monet pozostawała w obiegu w krajach sojuszniczych, gdzie używano ich w prawie wszystkich wymianach handlowych z udziałem srebra. Pogarszało to włoską sytuację finansową.